# Jávori Ferenc
Jávori Ferenc, „Fegya” (született Jakubovics) (Munkács, 1946. február 10. –) Kossuth-díjas magyar zenész, zeneszerző, előadóművész, érdemes művész.

## Élete
A holokauszt után született, a nemrégiben a Szovjetunióhoz került Kárpátalján, zsidó családban, Jakubovics Ferenc néven. Édesanyja az auschwitzi koncentrációs táborban raboskodott, míg édesapja munkaszolgálatos volt. Gyerekkorát szülővárosában, soknemzetiségű környezetben töltötte, ami még fogékonyabbá tette őt más kultúrák befogadására. Hegedülni tanult, mivel ha menekülésre került volna sor, ezt a hangszert könnyedén magával tudta volna vinni.
Mindig is érdekelte a klezmer zene, amely a közép-európai askenázik hagyományos zenéje, ezért felkereste Galambos Gyula cigányprímást, akitől klezmert tanult. 1967-ben felvételt nyert a drohobicsi Zeneművészeti Egyetem hegedű tanszakára, ahol zongorázni is tanult. Az egyetem elvégzése után – többek között – Nagyszőlősön és Huszton tanított zenét. Eridán néven együttest is alapított a magyarországi táncdalfesztiválok hatására, amellyel szovjet slágereket játszottak, és bejutottak az ottani Ki mit tud? döntőjébe, később a zenekart cionista összeesküvés vádjával betiltották. 
1976-ban települt át Magyarországra, ahol a Budapesti Operettszínházba került mint zenekari hegedűs. Kísérte többek közt Németh Marikát, Feleki Kamillt, Galambos Erzsit és Lehoczky Zsuzsát. Az
1980-as évek végén ismerkedett meg jobban a klezmer zenével az Egyesült Államokban, ennek hatására 1990-ben megalapította a Budapest Klezmer Bandet, amellyel nemzetközi szinten is komoly sikereket ért el.
1990-es években Kerényi Imre a Madách Színház akkori igazgatója felkérte, hogy klezmeresítse a Hegedűs a háztetőn című darabot, ami óriási siker lett és ezzel végképp berobbantak a köztudatba.
Több sikeres musicalt szerzett, többek között a Menyasszonytáncot, amely a világ első klezmeroperettje. 2008-ban a budapesti Müpában Purimtól a Menyasszonytáncig címmel tartotta meg szerzői estjét.
2011-ben közreműködött Sztevanovity Zorán lemezén, amelyre az Esküvő című dalnak a zenéjét szerezte, a szövegíró Sztevanovity Dusán volt.
Munkásságát 2014. március 14-én Kossuth-díjjal ismerték el.

## Lemezek
- A klezmer mestere (2008)
- Purimtól a Menyasszonytáncig (2008)

## Díjai
- Kodály Zoltán-díj (2000)
- Artisjus-díj (2001)
- A Magyar Köztársasági Érdemrend lovagkeresztje (2003)
- eMeRTon-díj (2004)
- Magyar Zsidó Kultúráért díj (2006)
- Érdemes művész (2009)
- Pro Urbe Budapest díj (2013)
- Kossuth-díj (2014)
- Prima díj (2015) – Budapest Klezmer Banddal megosztva
- Prima Primissima közönségdíj (2015) – Budapest Klezmer Banddal megosztva
- A XIII. kerület díszpolgára (2020)[5]
- Hazám-díj (2022)[6]